# Auge de la inteligencia artificial
El auge de la inteligencia artificial es un período continuo de rápido progreso en el campo de la inteligencia artificial (IA). Ejemplos destacados incluyen la predicción de la estructura de las proteínas liderada por Google DeepMind y la IA generativa liderada por OpenAI.

## Historia
En 2012, un equipo de investigación de la Universidad de Toronto utilizó redes neuronales artificiales y técnicas de aprendizaje profundo para reducir la tasa de error por debajo del 25% por primera vez durante el desafío de ImageNet para el reconocimiento de objetos en visión por computadora. El evento catalizó el auge de la IA a finales de esa década, cuando muchos alumnos del desafío de ImageNet se convirtieron en líderes de la industria tecnológica. La carrera de la IA generativa comenzó en serio en 2016 o 2017 tras la fundación de OpenAI y avances anteriores realizados en las unidades de procesamiento gráfico, la cantidad y calidad de los datos de entrenamiento, las redes generativas adversativas, los modelos de difusión y las arquitecturas de transformadores. En 2018, el Índice de Inteligencia Artificial, una iniciativa de la Universidad de Stanford, informó una explosión global de esfuerzos comerciales y de investigación en IA. Europa publicó el mayor número de artículos en este campo ese año, seguida de China y América del Norte. Tecnologías como AlphaFold llevaron a predicciones más precisas del plegamiento de proteínas y mejoraron el proceso de desarrollo de fármacos. Los economistas y legisladores comenzaron a discutir con más frecuencia el impacto potencial de la IA. Para 2022, los modelos de lenguaje grandes experimentaron un mayor uso en aplicaciones de chatbot; los modelos de texto a imagen podrían generar imágenes que parecían creadas por humanos; y el software de síntesis de voz pudo replicar el habla humana de manera eficiente.
Según métricas de 2017 a 2021, Estados Unidos supera al resto del mundo en términos de financiación de capital riesgo, número de nuevas empresas y patentes concedidas en IA. Los científicos que han emigrado a los Estados Unidos desempeñan un papel enorme en el desarrollo de la tecnología de inteligencia artificial en el país. Muchos de ellos fueron educados en China, lo que provocó debates sobre preocupaciones de seguridad nacional en medio del empeoramiento de las relaciones entre los dos países.
Los expertos han enmarcado el desarrollo de la IA como una competencia por ventajas económicas y geopolíticas entre Estados Unidos y China. En 2021, un analista del Consejo de Relaciones Exteriores describió las formas en que Estados Unidos podría mantener su posición en medio de los avances realizados por China. En 2023, un analista del Centro de Estudios Estratégicos e Internacionales abogó porque Estados Unidos utilice su dominio en la tecnología de inteligencia artificial para impulsar su política exterior en lugar de depender de acuerdos comerciales.

## Avances

### Biomedicina
Ha habido propuestas para utilizar la IA para promover formas radicales de prolongación de la vida humana.
La puntuación de AlphaFold 2 de más de 90 en la prueba de distancia global (GDT) de CASP se considera un logro significativo en biología computacional y un gran progreso hacia un gran desafío de la biología que ya lleva décadas. El ganador del Premio Nobel y biólogo estructural Venki Ramakrishnan calificó el resultado como «un avance sorprendente en el problema del plegamiento de proteínas», y agregó que «ha ocurrido décadas antes de que muchas personas en el campo hubieran predicho».
Se espera que la capacidad de predecir las estructuras de las proteínas con precisión basándose en la secuencia de aminoácidos constituyentes acelere el descubrimiento de fármacos y permita una mejor comprensión de las enfermedades. Continuó señalando que el algoritmo de IA podría «predecir la forma de las proteínas dentro del ancho de un átomo».

### Imágenes y vídeos

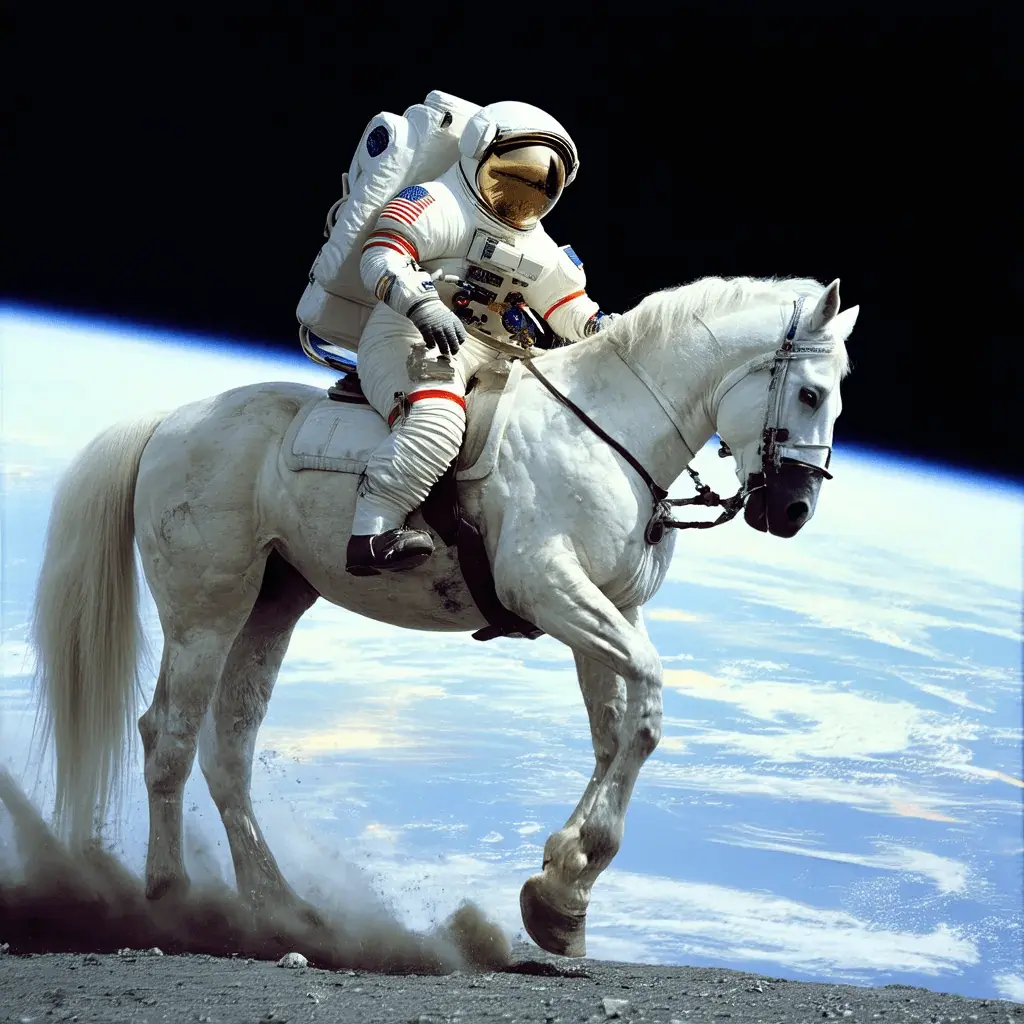
Una imagen generada por Stable Diffusion basada en el prompt de texto «una fotografía de un astronauta montando a caballo»

Los modelos de texto a imagen captaron la atención del público cuando OpenAI anunció DALL-E, un sistema transformador, en enero de 2021. En abril de 2022, se presentó un sucesor capaz de generar imágenes complejas y realistas, DALL-E 2. En julio de 2022, se lanzó un modelo alternativo de texto a imagen, Midjourney. Otro modelo alternativo de código abierto, Stable Diffusion, fue lanzado en agosto de 2022.
Siguiendo otros modelos de texto a imagen, las plataformas de texto a video basadas en modelos de lenguaje como Sora de OpenAI, DAMO, Make-A-Video, Imagen Video y Phenaki pueden generar video a partir de texto y prompts de imagen.

### Lenguaje
GPT-3 es un modelo de lenguaje grande lanzado en 2020 por OpenAI y es capaz de generar texto similar a un humano de alta calidad. A la herramienta se le atribuye el mérito de estimular y acelerar el auge de la IA tras su lanzamiento. En ChatGPT se utilizó una versión mejorada llamada GPT-3.5, que luego llamó la atención por sus respuestas detalladas y articuladas en muchos dominios del conocimiento. Una nueva versión llamada GPT-4 se lanzó el 14 de marzo de 2023 y se utilizó en el motor de búsqueda Microsoft Bing. Se han lanzado otros modelos de lenguaje, como PaLM de Google y LLaMA de Meta Platforms.
En enero de 2023, se lanzó DeepL Write, una herramienta basada en inteligencia artificial para mejorar textos monolingües. En diciembre de 2023, se presentó Gemini, el último modelo de Google, que afirmaba superar al modelo anterior GPT-4 de última generación en la mayoría de los puntos de referencia.

### Música y voz
En 2016, Google DeepMind presentó WaveNet, una red de aprendizaje profundo que producía música en inglés y mandarín. La compañía de software ElevenLabs permitió a los usuarios subir muestras de voz y crear audio que suene similar a las muestras. La empresa fue criticada después de que se generaran declaraciones polémicas basadas en los estilos vocales de celebridades, funcionarios públicos y otras personas famosas, generando preocupaciones que la tecnología podría hacer que los deepfakes sean aún más convincentes. Una canción no oficial creada con las voces de los músicos Drake y The Weeknd planteó preguntas sobre la ética y legalidad de softwares similares.

## Impacto
El auge de la IA puede tener un profundo impacto cultural, filosófico, religioso, económico y social, ya que cuestiones como la alineación de la IA, los qualia y el desarrollo de la inteligencia artificial general (IAG) se convirtió en un tema muy destacado de discusión popular.

### Cultura
Durante el auge de la IA, surgieron diferentes grupos, desde los que quieren acelerar el desarrollo de la IA lo más rápido posible hasta aquellos que están más preocupados por la seguridad de la IA y les gustaría «desacelerar».

### Dominio de los gigantes tecnológicos
La escena comercial de la IA está dominada por los gigantes tecnológicos estadounidenses como Alphabet Inc., Amazon, Apple Inc., Meta Platforms y Microsoft, cuyas inversiones en esta área han superado las de los capitalistas de riesgo con sede en Estados Unidos. Algunos de estos actores ya poseen la gran mayoría de la infraestructura de computación en la nube existente, lo que podría ayudarlos a consolidarse aún más en el mercado. Las grandes empresas tecnológicas vieron el auge de la IA como una oportunidad y una amenaza; Google de Alphabet, por ejemplo, se dio cuenta de que ChatGPT podría ser un sustituto similar al dilema del innovador para el buscador de Google. La empresa fusionó DeepMind y Google Brain, una unidad interna rival, para acelerar su investigación en IA.

### Propiedad intelectual
Empresas de tecnología como Meta, OpenAI y Nvidia han sido demandadas por artistas, escritores, periodistas y desarrolladores de software por utilizar su trabajo para entrenar modelos de IA. Los primeros chatbots de IA generativa, como el GPT-1, utilizaban el conjunto de datos BookCorpus, y los libros siguen siendo la mejor fuente de datos de entrenamiento para producir modelos de lenguaje de alta calidad. ChatGPT despertó sospechas de que sus fuentes incluían bibliotecas de contenido pirateado después de que el chatbot produjera resúmenes detallados de cada parte de The Bedwetter de Sarah Silverman y extractos textuales de contenido de pago del New York Times.

### Semejanza y suplantación
Los modelos de IA generativa desarrollados y lanzados durante el auge son capaces de producir imitaciones muy realistas de individuos concretos y sus semejanzas, y su prevalencia y difusión se han utilizado en los medios públicos, lo que plantea cuestiones éticas sobre este uso de la tecnología.
El 19 de abril de 2024, como parte de una rivalidad en curso con el rapero Kendrick Lamar, el artista Drake lanzó el diss track «Taylor Made Freestyle», que incluye voces generadas que imitan las voces de Tupac Shakur y Snoop Dogg. Los herederos de Shakur amenazaron con demandar por el uso de la semejanza de Shakur, diciendo que constituía una violación de los atributos de la personalidad de Shakur.
El 20 de mayo de 2024, tras el lanzamiento de una demostración de actualizaciones de la función ChatGPT Voice Mode de OpenAI una semana antes, la actriz Scarlett Johansson emitió una declaración en relación con la voz de «Sky» mostrada en la demostración, acusando a OpenAI de producirlo para que fuera muy similar al suyo, y su interpretación de la asistente de voz de inteligencia artificial Samantha en la película Her (2013), a pesar de que Johansson rechazó una oferta anterior de la compañía para proporcionar su voz para el sistema.

### Economía
La capitalización de mercado de Nvidia, cuyas unidades de procesamiento gráfico tienen una gran demanda para entrenar y utilizar modelos de IA generativa, aumentó a más de 2.2 billones de dólares, lo que la convierte en la tercera empresa más grande del mundo por capitalización de mercado en marzo de 2024.

### Negocios
La IA y, en general, el aprendizaje automático están mejorando exponencialmente de acuerdo con la ley de Moore, lo que los hace más eficientes que los humanos en tareas específicas como la detección del cáncer. En los negocios, los recursos, hardware o software de aprendizaje automático se pueden comprar y licenciar en el mercado o como servicios de plataforma en la nube. Esto permite usos amplios y disponibles públicamente, difundiendo rápidamente las habilidades de IA. Más de la mitad de las empresas consideran que la IA es una máxima prioridad organizacional y el avance tecnológico más crucial en muchas décadas.
En todas las industrias, las herramientas de IA generativa están cada vez más disponibles gracias al auge de la IA y se utilizan cada vez más en empresas de todos los niveles regionales y de antigüedad. Un área principal de uso es el análisis de datos. Visto como un cambio incremental, el aprendizaje automático mejora el desempeño de la industria. Las empresas informan que la IA es más útil para alcanzar los valiosos objetivos de aumentar la eficiencia de los procesos, mejorar la toma de decisiones y fortalecer los servicios y productos existentes. A través de su adopción, la IA ya ha influido positivamente en la generación de ingresos en múltiples funciones comerciales. Si se adopta, las empresas han experimentado aumentos de ingresos de hasta el 16%, principalmente en funciones de fabricación, gestión de riesgos e investigación y desarrollo. Sin embargo, las principales ganancias monetarias las generan los gigantes tecnológicos. Su ventaja infraestructural en materia de macrodatos, como los servicios en la nube y los chips de inteligencia artificial, permite una presencia cada vez más dominante en el mercado. Principalmente, Amazon y Microsoft experimentan ingresos superiores a lo normal.  Además, los gigantes tecnológicos siguen a la vanguardia de la producción y el consumo, proporcionando la base para otros usuarios comerciales y privados. Abarcan la producción de IA, la infraestructura necesaria y el consumo de IA.
Con estos avances positivos, se considera que la inexactitud, la ciberseguridad y la infracción de la propiedad intelectual son los principales riesgos asociados con el auge, aunque no muchos intentan mitigarlos activamente.
Las inversiones en IA y en IA generativa han aumentado con el auge desde 2014, pasando de 18 mil millones a 119 mil millones en 2021. En particular, la proporción de inversiones en IA generativa fue de alrededor del 30% en 2023. Además, las empresas de IA generativa han visto considerables inversiones de capital riesgo, aunque las perspectivas regulatorias y económicas siguen siendo dudosas.

## Preocupaciones
La IA tiene potencial para aplicarse en diversos campos, incluidos la educación, la asistencia sanitaria, y el transporte. Sam Altman, CEO de OpenAI, ha afirmado que la IA «será el salto más tremendo en la calidad de vida de las personas que hayamos tenido», un aspecto que «de algún modo se pierde en la discusión». Pero como tecnología de doble uso, la IA también conlleva riesgos de uso indebido por parte de actores malintencionados. Se han expresado numerosas preocupaciones de seguridad. Los investigadores del Centro para la Seguridad de la IA esperan que la IA mejore la «accesibilidad, la tasa de éxito, la escala, la velocidad, el sigilo y la potencia de los ciberataques», causando potencialmente «turbulencias geopolíticas significativas» si refuerza el ataque más que la defensa. Se han planteado preocupaciones sobre la capacidad potencial de los futuros sistemas de IA para diseñar patógenos particularmente letales y contagiosos. La capacidad de generar mensajes convincentes y personalizados, así como imágenes realistas, puede facilitar la desinformación, la manipulación y la propaganda a gran escala. Los líderes de la industria han advertido además en la declaración sobre el riesgo de extinción de la IA que la humanidad podría perder irreversiblemente el control sobre una inteligencia artificial general suficientemente avanzada.
El rápido progreso en inteligencia artificial también ha despertado interés en saber si algunos futuros sistemas de IA tendrán sintiencia o merecerán consideración moral, y si se les deben otorgar derechos.
Se dice que el auge de la IA ha iniciado una carrera armamentista en la que las grandes empresas compiten entre sí para tener el modelo de IA más potente del mercado, priorizando la velocidad y los beneficios sobre la seguridad y la protección del usuario. Los modelos de lenguaje grandes han sido criticados por reproducir sesgos heredados de sus datos de entrenamiento, incluidos sesgos discriminatorios relacionados con el origen étnico o el género. A medida que la IA se vuelve más sofisticada, eventualmente puede volverse más barata y más eficiente que los trabajadores humanos, lo que podría causar desempleo tecnológico y un período de transición de agitación económica. La reacción del público al auge de la IA ha sido mixta: algunos elogian las nuevas posibilidades que crea la IA, su sofisticación y su potencial para beneficiar a la humanidad; mientras que otros lo denunciaron por amenazar la seguridad laboral,  y por dar respuestas «inquietantes» o defectuosas.
La mentalidad de carrera percibida entre las principales empresas de inteligencia artificial como OpenAI, Google o Meta puede aumentar potencialmente los riesgos asociados con el desarrollo de la inteligencia artificial general. Si bien la competencia puede fomentar la innovación y el progreso, una carrera intensa para superar a los rivales puede alentar la priorización de las ganancias a corto plazo sobre la seguridad a largo plazo.
Se observaron varios incidentes relacionados con el intercambio de pornografía deepfake no consensuada. A finales de enero de 2024, proliferaron imágenes deepfake de la música estadounidense Taylor Swift. Varios expertos han advertido que es más rápido y accesible, debido a la relativa facilidad de uso de la tecnología. Canadá introdujo una legislación a nivel federal dirigida a compartir fotografías no consensuales sexualmente explícitas generadas por IA; varias provincias ya se habían centrado en esto anteriormente. En los Estados Unidos, se introdujo la Ley DEFIANCE de 2024.